# سولفید ایندیم (III)
سولفید ایندیم(III) (به انگلیسی: Indium(III) sulfide) با فرمول شیمیایی In۲S۳ یک ترکیب شیمیایی با شناسه پاب‌کم ۱۶۰۹۶۶ است. که جرم مولی آن ۳۲۵٫۸۲ g/mol می‌باشد. شکل ظاهری این ترکیب، پودر قرمز است.